# ビル・ライヒェンバッハ
ビル・ライヒェンバッハ（Bill Reichenbach Jr.、1949年11月30日 - ）は、アメリカのトロンボーン奏者、作曲家。セッション・ミュージシャンとしてよく知られており、ジェリー・ヘイらとともに数多くのセッション数をこなしている。テレビや映画、カートゥーン、コマーシャルの音楽も手がけている。
なお、姓の「Reichenbach」はドイツ語圏の姓であり「ライヒェンバッハ」が元来の発音となるが、「Reichenback」と表示されて「レイチェンバック」と呼ばれていることもある。

## バイオグラフィ
1962年から1973年までチャーリー・バードのドラマーとして活動したビル・ライヒェンバッハの息子である。彼はワシントンD.C.で父のバンドの一員となり、ミルト・ジャクソンやズート・シムズなどのミュージシャンともセッションしている。イーストマン音楽学校にて学び、卒業後はバディ・リッチ・バンドに参加。1970年代中頃から後半にかけては、秋吉敏子＝ルー・タバキンビッグバンドにも参加している。
シーウィンドのメンバーであった（後にサポートメンバーとなる）ジェリー・ヘイ等とともに活躍していた。在籍中は「シーウィンド・ホーン・セッション」として、マイケル・ジャクソンを始めとしたクインシー・ジョーンズの諸作に参加。バンドが解散してからもヘイらとともに第一線で活動している。